# Марія до Кармо Сільвейра
Марія до Кармо Тровоада Пірес де Карвальйо Сільвейра (нар.14 лютого 1961) — політична та державна діячка Сан-Томе і Принсіпі, колишній прем'єр-міністр Сан-Томе і Принсіпі, перебувала на цій посаді з 8 червня 2005 року по 21 квітня 2006 року.

## Біографія
Марія до Кармо Сільвейра отримала освіту економіста в Донецькому національному університеті та магістра державного управління Національної школи адміністрації у Страсбурзі (Франція). Вона двічі була обрана губернатором Центрального банку Сан-Томе та Принсіпі з 1999 по 2005 і з 2011 по 2016 роки. Одружена, має трьох дітей.

## Прем'єр-міністр
Перебувала на посаді прем'єр-міністра та міністра планування та фінансів Сан-Томе і Принсіпі з 8 червня 2005 року по 21 квітня 2006 року.
Сільвейра — друга в історії жінка, яка була прем'єр-міністром Сан-Томе і Принсіпі. Вона є членом Руху за визволення Сан-Томе та Соціал-демократичної партії Принсіпі (MLSTP-PSD) і була членом виконавчої ради партії.
Перебуваючи на посаді, Сільвейра заявила, що макроекономічна стабільність є її пріоритетним завданням. Вона розв'язала суперечку з профспілками щодо заробітної плати в державному секторі, забезпечила допомогу МВФ та уклала угоду з Анголою про співпрацю в нафтовій галузі.
Її перебування на посаді прем'єр-міністра закінчилось після парламентських виборів 2006 року, коли опозиція перемогла MLSTP-PSD  і її змінив Томе Вера Крус.